# سجال
السجال (بالإنجليزية: Polemic)‏ هو خطاب خلافي يهدف إلى دعم موقف محدد عن طريق عمل ادعاءات عدوانية وتقويض الموقف المعارض. غالبا ما يكون السجال في المناقشات المتعلقة بالموضوعات المثيرة للجدل، وغالبا ما يستخدم في الخطابات الدينية أو السياسية، كما يوظف في الفلسفة والنقد، يتجاوز السجال حد المناظرة أو المناقشة في مستواها البسيط بطرق عدة، ويعتمد على خطاب حجاجي يتطلع إلى وضعية القضاء على حجة الخصم إن لم يكن يتطلع إلى القضاء على الخصم نفسه. ويتجه هذا الفعل عملياً إلى الجمهور الذي من الممكن أن يكون وهمياً رغبة في تقديم الدعم لوضع المساجل. 